# Бедфорд
Бе́дфорд (англ. Bedford) — город в Великобритании. Расположен на реке Грейт-Уз в Англии. Является административным центром  одноимённого боро. Население — 93 979 жителей (2019 г).

## Климат
Среднегодовая температура  в городе Бедфорд составляет 11°C, среднегодовая норма осадков (самые обильные осадки идут в октябре) составляет около 760 мм. Самый холодный месяц — январь (от +3° С до +7° С), самый теплый — июль (от +11 °C до +17°C).

## Население[1]
Динамика численности населения города по годам:
| 2001   | 2011   | 2019   |
| ------ | ------ | ------ |
| 82 660 | 87 590 | 93 378 |

| Этнический состав Бедфорда | Этнический состав Бедфорда | Этнический состав Бедфорда | Этнический состав Бедфорда | Этнический состав Бедфорда |
| -------------------------- | -------------------------- | -------------------------- | -------------------------- | -------------------------- |
| белые                      |                            |                            | 69,50 %                    |                            |
| азиаты                     |                            |                            | 14,48 %                    |                            |
| чёрные                     |                            |                            | 5,05 %                     |                            |
| арабы                      |                            |                            | 0,003 %                    |                            |
| мулаты                     |                            |                            | 3.86 %                     |                            |
| другие                     |                            |                            | 0,006 %                    |                            |

| Религиозный состав Бедфорда | Религиозный состав Бедфорда | Религиозный состав Бедфорда | Религиозный состав Бедфорда | Религиозный состав Бедфорда |
|                             |                             |                             | Процент                     |                             |
| --------------------------- | --------------------------- | --------------------------- | --------------------------- | --------------------------- |
| христиане                   |                             |                             | 52,44 %                     |                             |
| ислам                       |                             |                             | 8,29 %                      |                             |
| индуизм                     |                             |                             | 1,7 %                       |                             |
| сикхизм                     |                             |                             | 2 %                         |                             |
| иудаизм                     |                             |                             | 0,0009 %                    |                             |
| буддизм                     |                             |                             | 0,03 %                      |                             |
| др.религии                  |                             |                             | 1,01 %                      |                             |
| атеисты                     |                             |                             | 21,45 %                     |                             |

## Города-побратимы
- Ареццо, Италия[3]
- Бамберг, Германия (1977)
- Влоцлавек, Польша
- Ровиго, Италия